# Darkman III – Das Experiment
Darkman III – Das Experiment ist ein US-amerikanischer Fernsehfilm aus dem Jahre 1996 und die zweite Fortsetzung des Filmes Darkman, die ebenso wie Teil 2 als Direct-to-Video-Produktion erschien. Der Film wurde in Deutschland am 14. November 1996 auf VHS veröffentlicht.

## Handlung
Um seine Forschungen zu finanzieren, stiehlt Peyton Westlake Geld von Verbrecherbanden, zuletzt von Drogen-Baron Peter Rooker, der von seiner Stärke fasziniert ist.
Westlake selbst steht inzwischen kurz vor einem Durchbruch, es ist ihm gelungen eine Probe seiner Flüssig-Haut herzustellen, die länger als 99 Minuten hält, allerdings verfügt er nicht über die technischen Mittel die Probe genau zu analysieren.
Rooker will hinter das Geheimnis von Darkmans übermenschlicher Stärke kommen und kauft sich dafür die Ärztin Dr. Bridget Thorne, jene Verbrennungsspezialistin, die Westlake nach der Explosion damals behandelte.
Dr. Thorne macht sich auf die Suche nach ihm und gewinnt sein Vertrauen. Sie erklärt ihm, sie habe eine neue Methode entwickelt, mit der sie sein Nervenzentrum wieder aktivieren könne, um ihm seinen Tastsinn zurückzugeben. Außerdem bietet sie ihm an, ihn mit ihrem „DNA-Sequenzer“ arbeiten zu lassen, um seine Flüssig-Haut in ausreichender Menge herzustellen.
Sie pflanzt ihm allerdings nur einen Sensor ein, der, via Fernbedienung ausgelöst, heftige Schmerzimpulse auslöst und Rooker nimmt ihm sein Probefläschchen mit der permanenten Flüssig-Haut und das einzige Exemplar seiner Diskette mit seinen Forschungsergebnissen ab. Westlake wird als Versuchskaninchen gefangen gehalten, man entnimmt ihm Gewebeproben, aus denen eine neuartige Droge entwickelt werden soll, die die Körperkraft um ein Vielfaches steigert.
Es gelingt Westlake sich zu befreien und den Schmerz-Sensor zu entfernen. Nun macht er sich daran, seine Forschungsarbeiten zurückzubekommen. Dabei lernt er Rookers Frau und Tochter kennen und entwickelt Gefühle für die beiden, die eigentlich nur unter ihrem brutalen und nachlässigen Ehemann bzw. Vater leiden.
In einer Art Steinbruch kommt es zum Showdown zwischen dem Gangsterboss und Westlake, der in altbekannter Manier mit Masken und Stimmübungen seine Organisation zerschlagen konnte. Rooker zeigt seine Skrupellosigkeit, indem er seine eigene Familie als Schutzschild benutzt. Während der Auseinandersetzung platzt eine Rohrleitung mit heißem Dampf und verbrüht das Gesicht von Rookers Tochter Jenny. Letzterer zerstört im Laufe des Kampfes Westlakes Diskette und stürzt schließlich in eine Maschine zum Zermalmen von Steinen.
Jenny wird ins Krankenhaus gebracht und bereits für eine Hauttransplantation vorbereitet, da taucht Westlake im Ärztekittel auf und überlässt ihr seine einzige Probe der dauerhaften Flüssig-Haut.
Das Gesicht des kleinen Mädchens ist wiederhergestellt und Darkman zieht sich alleine in die Nacht zurück.

## Kritiken
- Lexikon des internationalen Films: Erneute Fortsetzung eines erfolgreichen Horrorfilms, der seinem einfach konstruierten Plot keine neuen Facetten abgewinnt und die Hauptperson auf die Funktion des Sympathieträgers reduziert.[1]

- Cinema: Auch als „Die Mumie“ tauchte Arnold Vosloo fast nur in verwestem Zustand auf. Kein Wunder, dass ihm im Gegensatz zum ersten „Darkman“ Liam Neeson die Karriere versagt blieb. Dank des schwachen Drehbuchs und des weitaus präsenteren Schurken Jeff Fahey sieht Sam Raimis Variante vom „Phantom der Oper“ diesmal doppelt alt aus.

## Hintergründe
- Einige Handlungselemente wurden abgeändert, wie z. B. im Prolog, in dem die „Geburt“ des Darkman gezeigt wird.
- Die Verbrennungsspezialistin Dr. Bridget Thorne ist ein neuer Charakter, der nachträglich in die Story eingebaut wurde.
- War in Teil 1 und Teil 2 noch die Rede von in Form gegossenen Masken, so ist Darkmans künstliche Haut in Teil 3 eine Flüssigkeit die, wenn man sie aufträgt, die gewünschte Form annimmt.